# Michael Morris (baron Naseby)
Pour les articles homonymes, voir Michael Morris et Morris.
Michael Wolfgang Laurence Morris, baron Naseby, (né le 25 novembre 1936) est un homme politique du Parti conservateur britannique.

## Biographie
Né à Londres, il fait ses études à la Bedford School et au St Catharine's College de CambridgeI Il se présente à Islington North aux élections générales de 1966, battu par Gerry Reynolds du Labour.
Morris est élu pour la première fois à la Chambre des communes lors des élections générales de février 1974 pour le siège alors marginal de Northampton South. Sa majorité n'est que de 179 voix en février 1974 et de 141 voix en octobre 1974. En 1983, les changements de limites en font un siège conservateur sûr. Morris supervise l'adoption du traité de Maastricht à la Chambre des communes dans son rôle de vice-président. Il est battu par 744 voix aux élections générales de 1997 lors de la victoire du Parti travailliste sous Tony Blair.
À partir de 1992, Morris occupe le poste sans droit de vote de président de Ways and Means et de vice-président de la Chambre, et après l'élection, il accepte une pairie à vie en tant que baron Naseby, de Sandy dans le comté de Bedfordshire le 28 octobre 1997.